# Theres Leboeuf
Pour les articles homonymes, voir Leboeuf.
Theres Leboeuf, née Kläsi le 3 mai 1985, est une orienteuse à ski et coureuse de fond suisse. Elle a remporté la médaille de bronze de l'épreuve de trail court aux championnats du monde de course en montagne et trail 2023.

## Biographie
Originaire du canton de Zurich, Theres Leboeuf grandit à Rüti. Elle fait ses débuts en compétition en ski de fond où elle obtient quelques podiums sur la scène nationale mais ne perce pas sur le plan international. Elle décide alors de se mettre au ski d'orientation où elle démontre de bons résultats. Le 29 décembre 2006, elle remporte le titre de championne suisse sur longue distance à Obergesteln. Lors des championnats d'Europe 2008 à S-chanf, elle se classe meilleure Suissesse en quinzième place sur l'épreuve du sprint et termine au pied du podium lors du relais avec Judith Wyder et Yvonne Gantenbein.
Lors d'un séjour linguistique au Canada, elle fait la rencontre du biathlète canadien François Leboeuf. Le couple se forme et se marie en 2008 puis s'installe à Aigle dans le canton de Vaud. Ils délaissent chacun leur sport hivernal respectif et se mettent à la course à pied. Ils se spécialisent tous deux dans les épreuves de course en montagne,.
Elle confirme son talent pour la discipline en décrochant la troisième place à Thyon-Dixence en 2018 derrière Lucy Wambui Murigi et Michelle Maier. Le 7 septembre 2019, elle livre une bataille serrée avec la Britannique Sara Willhoit pour la deuxième place du marathon de la Jungfrau et parvient à l'emporter pour six secondes.
Le 4 juillet 2021, elle prend le départ de la course Montreux-Les-Rochers-de-Naye courue en contre-la-montre en raison des mesures sanitaires liées à la pandémie de Covid-19. En retard sur son créneau horaire, elle crée la suprise en arrachant la victoire pour une seconde devant la Finlandaise Susanna Saapunki.
Le 10 avril 2022, elle remporte en 1 h 19 min 0 s la première édition du semi-marathon couru en marge du marathon de Zurich. Elle prend ensuite part à la Golden Trail World Series et, grâce à plusieurs solides résultats, parvient à se qualifier pour la finale à Madère.
Le 14 mai 2023, elle prend un départ prudent à Zegama-Aizkorri. Faisant parler son expérience, elle effectue une grosse remontée en deuxième partie de course, tout comme la Néo-Zélandaise Caitlin Fielder. Elle parvient à s'offrir la troisième marche du podium dernière cette dernière. Le 8 juin, elle prend la deuxième place féminine du trail court lors des championnats du monde de course en montagne et trail à Innsbruck. Prenant un départ prudent, elle effectue une solide course et parvient à accélérer pour remonter le peloton. Elle se hisse à la troisième place et s'offre la médaille de bronze individuelle. Avec Judith Wyder deuxième et Nina Zoller 33e, elle remporte de plus la médaille d'argent au classement par équipes,. Le 9 septembre, elle domine le marathon de la Jungfrau et s'impose avec dix minutes d'avance sur sa plus proche rivale.

## Palmarès

### Course en montagne
| no  | féminin            | Course                                 | Longueur | Départ            | Temps           |
| --- | ------------------ | -------------------------------------- | -------- | ----------------- | --------------- |
| 41e | Médaille de bronze | Thyon-Dixence                          | 16,35 km | 5 août 2018       | 1 h 34 min 57 s |
| 45e | 5e                 | Marathon de la Jungfrau                | 42,2 km  | 8 septembre 2018  | 3 h 38 min 59 s |
| 43e | Médaille d'argent  | Marathon de la Jungfrau                | 42,2 km  | 7 septembre 2019  | 3 h 37 min 47 s |
| 29e | Médaille de bronze | Ascension du Christ-Roi                | 6,2 km   | 9 octobre 2020    | 42 min 20 s     |
| 26e | Médaille d'or      | Course Montreux-Les-Rochers-de-Naye    | 17,6 km  | 4 juillet 2021    | 1 h 49 min 18 s |
| 37e | Médaille de bronze | Marathon de la Jungfrau                | 42,2 km  | 11 septembre 2021 | 3 h 50 min 5 s  |
| 40e | Médaille de bronze | Neirivue-Moléson                       | 10,6 km  | 16 juin 2022      | 1 h 20 min 52 s |
| 18e | Médaille d'or      | Ascension du Christ-Roi                | 6,2 km   | 8 octobre 2022    | 40 min 2 s      |
| 71e | Médaille de bronze | Zegama-Aizkorri                        | 42,2 km  | 14 mai 2023       | 4 h 37 min 41 s |
| 63e | Médaille de bronze | Championnats du monde de trail - Court | 45,2 km  | 8 juin 2023       | 5 h 9 min 29 s  |
| 51e | 4e                 | Marathon du Mont-Blanc                 | 44,5 km  | 25 juin 2023      | 4 h 30 min 2 s  |
| 40e | Médaille de bronze | Course Montreux-Les-Rochers-de-Naye    | 18,8 km  | 2 juillet 2023    | 1 h 57 min 49 s |
| 25e | Médaille d'or      | Marathon de la Jungfrau                | 42,2 km  | 9 septembre 2023  | 3 h 40 min 43 s |
| 24e | Médaille de bronze | Chianti Marathon Trail                 | 43 km    | 23 mars 2024      | 3 h 27 min 9 s  |
| 31e | Médaille de bronze | Kobe Trail                             | 21,3 km  | 20 avril 2024     | 2 h 58 min 38 s |
| 89e | 4e                 | Zegama-Aizkorri                        | 42,2 km  | 26 mai 2024       | 4 h 36 min 16 s |
| 68e | 5e                 | Zegama-Aizkorri                        | 42,2 km  | 25 mai 2025       | 4 h 33 min 29 s |
| 9e  | Médaille d'argent  | Eiger Ultra Trail E51                  | 41 km    | 19 juillet 2025   | 4 h 15 min 28 s |

### Route
| Année | Compétition             | Lieu   | Place | Épreuve       | Performance    |
| ----- | ----------------------- | ------ | ----- | ------------- | -------------- |
| 2022  | Semi-marathon de Zurich | Zurich | 1re   | Semi-marathon | 1 h 19 min 0 s |

## Records
| Épreuve       | Performance     | Date          | Lieu     |
| ------------- | --------------- | ------------- | -------- |
| 10 kilomètres | 33 min 51 s     | 28 août 2021  | Lugano   |
| 15 kilomètres | 57 min 49 s     | 16 mars 2019  | Chiètres |
| 20 kilomètres | 1 h 16 min 22 s | 24 avril 2016 | Lausanne |
| Semi-marathon | 1 h 19 min 0 s  | 10 avril 2022 | Zurich   |